# مرد مورچه‌ای (شخصیت)
مرد مورچه‌ای یا انت-من (به انگلیسی: Ant-Man) عنوان چندین ابرقهرمان خیالی در کتاب‌های مصور شرکت مارول کامیکس است که در سری کامیک بوک‌های قصه‌های متحیر کننده شماره ۲۷ (ژانویه ۱۹۶۲) برای اولین بار حضور یافت و تا کنون شخصیت‌های متعددی در کتاب‌های کمیک این عنوان را نصیب خود کرده‌اند. اشخاصی مانند: هنک پیم، اسکات لنگ، کریس مک کارتی و اریک اُ گرادی بوده‌است. این ابرقهرمان در فیلم‌هایی نظیر مرد مورچه‌ای، کاپیتان آمریکا: جنگ داخلی، مرد مورچه ای و زنبورک، انتقام‌جویان: پایان بازی و مرد مورچه‌ای و زنبورک: شیدایی کوانتومی حضور یافته‌است که نقش او را پل راد ایفا کرده‌است.

## زندگی‌نامه شخصیت‌ها

### هنک پیم
فیزیکدان و حرفه‌ای مرکز عملیات‌های امنیتی دکتر هنری 'هنک' پیم تصمیم گرفت که یک ابرقهرمان باشد وقتی به یک فرمول شیمیایی «ذرّه‌های پیم» پی برد که به استفاده‌کننده اجازه تغییر اندازه می‌داد. هنک لباسی ساخت و ذرّه‌های پیم را به آن وصل کرد به علاوه یک کلاه که می‌توانست مورچه‌ها را کنترل کند. او خیلی زود فرمول را با زن سابقهشجنت ون دین یا به نام کمیک زنبورک اشتراک گذاشت. او همکار هنک در مبارزه با جرم و جنایت بود. آن‌ها خیلی زود عضو تیم انتقام جویان شدند و در مقابل تبهکارانی مانند دانشمند دیوانه با نام اِگ‌هد و گردباد و روبات ساخته دست پیم اولتران قرار گرفتند. جنت بعدها در مبارزه‌ای می‌میرد و هنک کارش را کنار می‌گذارد. هنک پیم همچنین در قالب شخصیت‌های Giant man ،Goliath و Yellowjacket قرار گرفت.

### اسکات لنگ
اسکات لنگ یک دزد بود که تبدیل به انتمن شد وقتی که برای نجات دخترش کیسی لنگ دوباره دست به دزدی زد، اما این دفعه او به خانه هنک پیم دستبرد زد و درون گاوصندوقی که فکر می‌کرد پول درون آن است لباس را پیدا کرد. اسکات که می‌فهمد هنک از قصد اجازه داده که لباس را بدزدد خود را به یک ابرقهرمان تبدیل می‌کند و جزوی از تیم انتقام جویان می‌شود. او همچنین در دوره‌ای با دیگر قهرمان مارول جسیکا جونز بود. اسکات بعدها توسط جادوگر سرخ کشته شد.

### کریس مک کارتی
او یک مأمور پایین رتبه شیلد بود که در آسمان پیمای شیلد کار می‌کرد. کریس و دوستش اریک اُ گرادی مأموریت داشتند تا با مأمور عالی رتبه شیلد میچ کارسون مراقب آزمایشگاه هنک پیم باشند. وقتی پیم داشت آنجا را ترک می‌کرد، کریس وحشت کرد وقتی اریک و او پیم را کتک خورده و بیهوش دیدند. آن دو به داخل آزمایشگاه رفتند و لباس جدید هنک را پیدا کردند و کریس لباس را تنش کرد و اشتباهی روشنش کرد و اندازه‌اش به دو سانت رسید. اریک از وحشت فرار کرد و کریس در اندازه ۲ سانتی‌متری گیر کرده بود و در این مواقع افراد هایدرا به آسمان پیمای شیلد حمله کردند و کریس بزرگ شد و وقتی دو تایی داشتند در جایی قایم می‌شدند کریس را کشتند و اریک لباس را از تن دوست عزیزش در آورد.

### اریک اُ گرادی
اریک اُ گرادی چهارمین نفری است که عنوان انتمن را از آن خودش می‌کند. اریک لباس را برای نقشه‌های خود خواهانهٔ خود دزدید. او زندگی خلافکارانه‌ای داشت قبل از اینکه به انتقام جویان بپیوندد.

## مشخصات ظاهری لباس
اجزای لباس
- کلاه که باعث ارتباط با مورچه‌ها می‌شود
- لباس اصلی که از نوک پا تا گردن است.
- ذرّه‌های پیم که به کمر لباس وصل شده‌اند
- دکمه‌های فشاری در کنار انگشت اول دست که باعث تغییر اندازه می‌شوند
- یک تعدیل‌کننده که به کمربند وصل است و مانع کوچک یا بزرگ شدن بیش از حد می‌شود (منظور از بیش از حد یعنی نمی‌گذاشت به اندازه اتم یا کرهٔ زمین برسد).

## فیلم
| سال تولید | فیلم                      | بازیگر | کارگردان     | توضیحات    |
| --------- | ------------------------- | ------ | ------------ | ---------- |
| ۲۰۱۵      | مرد مورچه‌ای               | پل راد | پیتون رید    | اولین فیلم |
| ۲۰۱۶      | کاپیتان آمریکا: جنگ داخلی | پل راد | برادران روسو |            |
| ۲۰۱۸      | مرد مورچه‌ای ۲             | پل راد | پیتون رید    |            |
| ۲۰۲۳      | مرد مورچه‌ای ۳             | پل راد | پیتون رید    |            |